# Haris Mehmedagić
Haris Mehmedagić (sinh 29 tháng 3 năm 1988) là một hậu vệ bóng đá Croatia, hiện tại thi đấu cho NK Novigrad ở Treća HNL Zapad của Croatia.
Anh từng là thành viên trong đội hình Bosnia tại U-21 năm 2009.